# Свети Стефан, исповедник сурожски
Стефан Сурожски је хришћански светитељ из VIII века. Рођен је у Кападокији око 697 године.
Школовао се у Цариграду. Рано се замонашио. Цариградски патријарх Герман га је поставио за епископа града Сурожа (садашњи Судак на Криму). Својом ревношћу и трудом Стефан је обратио многе у хришћанство. Био је гоњен од стране цара Лава III Исавријанца због поштовања икона. Прорекао је цару брзу смрт, што се и догодило. Након тога Стефан је враћен на своју епархију где је живео до краја свог живота (крај VIII века).
Стефен Сурожски је дао значајан допринос у борби за очување православља од јереси иконоборства.
Православна црква прославља Светог Стефана Сурожског 15. децембра по јулијанском календару.